# Obelisco de la Biodiversidad
El Obelisco de la Biodiversidad o Mirador de la Biodiversidad es un edificio ubicado en la ciudad peruana de Puerto Maldonado. Ofrece una vista de la ciudad y exposiciones sobre la historia local. Fue inaugurado en 2002.
El edificio es considerado entre los más hermosos del planeta.
Según la publicación especializa en viajes,es un “mirador desproporcionado, que presenta tres elementos que si coinciden”. Según el artículo de El Comercio es considera uno de “los grandes monumentos al despirafiros”.
La obra demandó S/.3’500.000.
El edificio tiene 45 metros de alto, 7,50 de diámetro y conformado por 15 pisos.
Se encuentra en las avenidas Madre de Dios y Fitzcarrald.
El edificio en su base representa la castaña (Bertholletia excelsa), en los muros exteriores inferiores se puede observar diferentes actividades económicas de la región Madre de Dios.

Es el edificio más alto de Puerto Maldonado. Para acceder tiene que subir 235 peldaños.

Panorámica de la ciudad de Puerto Maldonado.